# Conocoxa chalicipoda
Conocoxa chalicipoda – gatunek błonkówki z rodziny Pergidae.

## Taksonomia
Gatunek ten został opisany 1942 przez Sieverta Rohwera. Jako miejsce typowe podano argentyńską prowincję Chubut w Patagonii. Holotypem była samica.

## Zasięg występowania
Ameryka Południowa, znany ze śr. Argentyny (prow. Chubut), oraz śr. Chile (region Araukania).